# Улица браће Баџак (Младеновац)
| Улица браће Баџак | Улица браће Баџак                    |
| ----------------- | ------------------------------------ |
|                   |                                      |
| Општина           | Младеновац                           |
| Почетак           | Улица краља Петра Првог (Младеновац) |
| Крај              | Космајска улица                      |
| Дужина            | 1100 m                               |
| Ширина            | 10 m                                 |
| Названа           | 1945. (1991, 2002)                   |
| Стари називи      | Улица Моме Стевановића               |
|                   |                                      |
|                   |                                      |

Улица браће Баџак једна је од улица на периферији ГО Вароши Младеновца (Град Београд). Ова улица се протеже 1100 метара, почиње од Улице краља Петра Првог, а завршава се код Космајске улице. Од 2010. до 2016. године на овој улици рађени су бројни грађевински радови. Ова улица садржи бензинску пумпу и Тржни центар Младеновац, са бројним домаћим и страним трговинским радњама.

## Име улице
Ова улица је током историје мењала име. Од 1991. године носила је име Улица Моме Стевановића (названа по Момчилу Моми Стевановићу (1903—1990), академском сликару. Године 2002. понела је назив Улица браће Баџак.

## Историја
Подаци о фамилији Баџак датирају из 1804. године у Јагњилу. Јанко и Милан Баџак су браћа, по којима је названа улица, а убијени су 1944. године од стране комуниста. Данас су рехабилитовани, обновљена је на гробљу њихова црква, а њихова улица се протеће дуж младеновачке пруге, поред које су била њихова имања.
Данас се Улица браће Баџак састоји из јасна два дела. Део ближи Космајској улици заузима Тржни центар Младеновац, са бројним домаћим и страним трговинским радњама. Ту је, такође, и бензинска пумпа, а након ње и Главна аутобуска станица. Остатак улице заузимају приватне куће (насељене и напуштене).

## Суседне улице
Улица браће Баџак се истиче као важна саобраћајница, која спаја Космајску улицу и Улицу краља Петра Првог. Налази се између Карађорђеве улице, железничке пруге и Улице краља Петра Првог.